# Comuna Strajița, Veliko Tărnovo
Obștina Strajița  (comuna Strajița ) este o unitate administrativă în regiunea Veliko Târnovo din Bulgaria. Cuprinde un număr de 22 localități.  Reședința sa este orașul Strajița.

## Demografie
Componența etnică a comunei Strajița
     Turci (13,81%)
     Nicio identificare (9,62%)
     Romi (3,58%)
     Bulgari (71,72%)
     Altele (1,24%)
La recensământul din 2011, populația comunei Strajița era de 12.721 locuitori. Din punct de vedere etnic, majoritatea locuitorilor (71,72%) erau bulgari, existând și minorități de turci (13,81%) și romi (3,58%). Pentru 9,62% din locuitori nu este cunoscută apartenența etnică.